# William Baffin
William Baffin (probablement a Londres el 1584 - Quishm, Pèrsia, 23 de gener de 1622), va ser un navegant i explorador anglès. Res no es coneix amb seguretat sobre els seus primers anys de vida, tot i que es creu que va néixer a Londres i era d'origen humil.

## Viatges de Baffin

### 1612. Primers viatges
La primera menció de Baffin data de 1612 quan se l'identifica com a pilot en una expedició a la recerca del Pas del Nord-oest sota les ordres del capità James Hall. Després del fracàs d'aquesta expedició, que va acabar amb la mort de Hall en un enfrontament amb els nadius de l'oest de Groenlàndia, Baffin va treballar a la base balenera de les illes Spitsbergen, llavors controlada per la Companyia de Moscòvia.

### 1615-1616. Exloració de l'Àrtic
El 1615 va entrar al servei de la Companyia pel descobriment del Pas del Nord-oest i va acompanyar al capità Robert Bylot en una nova expedició a la zona com a pilot del Discovery, en la qual va recórrer l'estret de Hudson. Les observacions astronòmiques que Baffin va realitzar durant aquest viatge van ser confirmades dos segles després per William Edward Parry, que va recórrer la mateixa zona el 1821.
Baffin va creuar l'estret de Davis el 1616 i va descobrir la badia que avui porta el seu nom, de nou com a pilot del Discovery. També va descobrir i va anomenar els estrets de Lancaster, Smith i Jones, en honor dels patrons dels seus viatges. El límit boreal que aquesta expedició va assolir, 480 km al nord de la marca establerta pel seu predecessor John Davis, va romandre sense ser superada durant dècades.
Amb tot, va fracassar una vegada més en el seu objectiu de trobar un pas que pogués portar els vaixells anglesos fins a l'Índia pel nord i els seus descobriment foren posats en dubte fins que van ser confirmats per John Ross el 1818.

### 1617-1619. Viatge a l'Índia
Després d'abandonar l'aventura del nord-oest, Baffin entra al servei de la Companyia Britànica de les Índies Orientals i entre 1617 i 1619 va viatjar a la regió índia de Gujarat. A la seva tornada va ser reconegut per la Companyia pels seus importants èxits comercials a la mar Roja i el golf Pèrsic durant el viatge de tornada.

### 1620-1622. Retorn a l'Índia i mort
Va tornar a Orient a començaments de 1620 i va participar en els atacs anglo-perses sobre Qeshm i Ormuz, estats vassalls dels portuguesos al golf Pèrsic. Va ser durant els preparatius d'aquest darrer atac quan va rebre una ferida mortal que va posar fi a la seva vida el 23 de gener de 1622.
A més de la importància geogràfica dels seus descobriments, Baffin és reconegut per ser un dels primers mariners a estimar la longitud al mar mitjançant l'observació de la lluna.
La badia de Baffin i l'illa de Baffin, la major de les que componen l'àrtic canadenc, tenen aquest nom en honor seu.